# イスマーイール・ハニーヤの暗殺
本記事では、イスマーイール・ハニーヤの暗殺（イスマーイール・ハニーヤのあんさつ）について述べる。
イランとハマースの公式発表によると、2024年7月31日、ハマースの最高指導者のイスマーイール・ハニーヤはマスウード・ペゼシュキヤーン大統領の就任式に出席した後、テヘランにある自身の住居で暗殺された。イランの護衛1人も殺害された。この暗殺の原因はイスラム革命防衛隊によって調査中である。
ハニーヤは1987年以降ハマースの重要人物の1人だった。彼はパレスチナ自治政府の首相、ガザ政府の首相を歴任した。2017年、彼はハマースの最高指導者に選出された。2018年、彼はアメリカ合衆国国務省によって特別指定グローバルテロリストに指定された。
ハニーヤは2023年のハマスによるイスラエル攻撃の開始以来、死亡したハマース幹部の中で最高位の人物となった。

## 背景

### イスマーイール・ハニーヤ

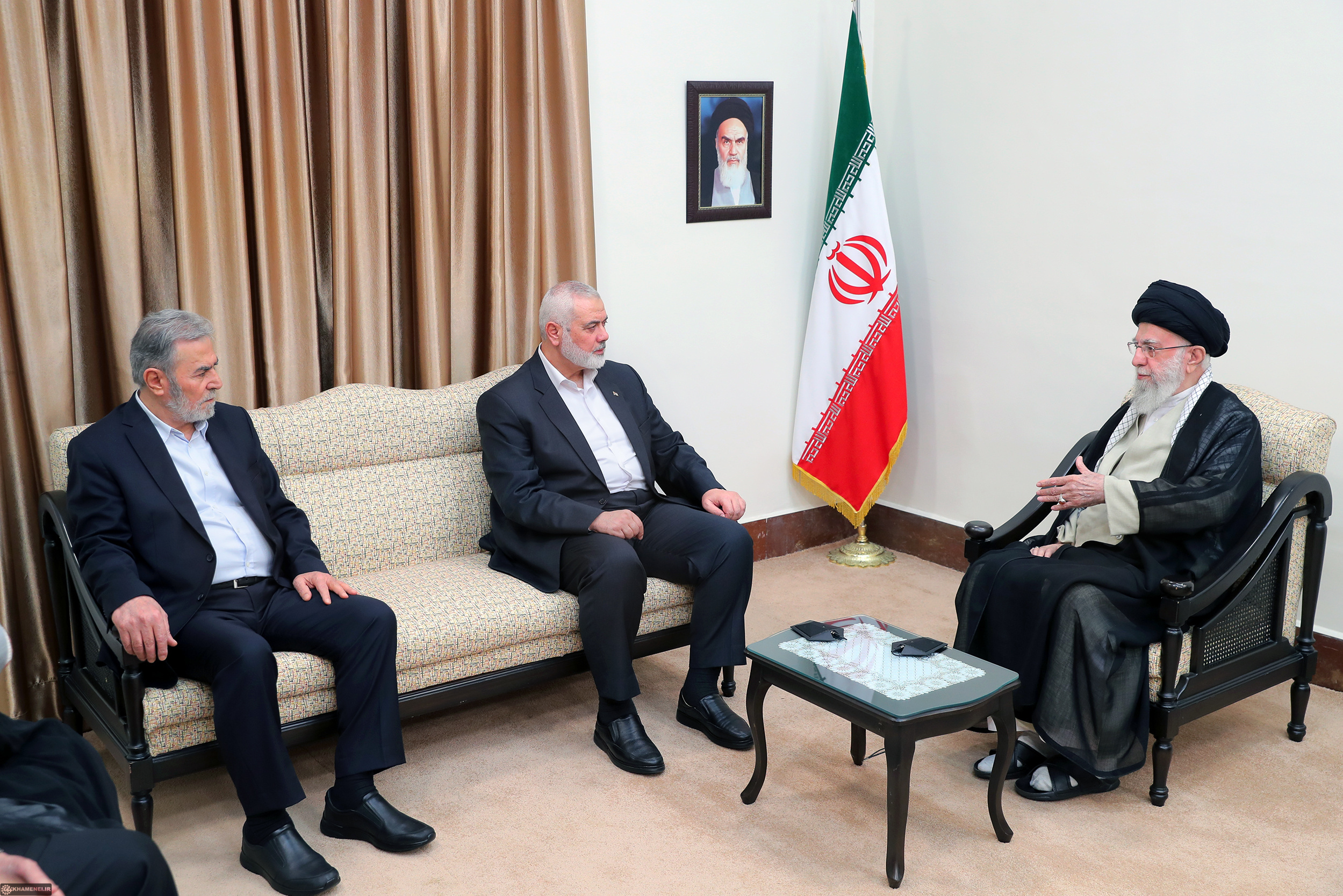
暗殺前日にイランの最高指導者のアリー・ハーメネイーと会談するハニーヤ

イスマーイール・ハニーヤはハマースの最高指導者であると広く認識されていた。彼は1987年以来ハマース運動の主要人物の1人であり、2017年にハマースの最高指導者に選出された。アメリカ合衆国国務省は2018年に彼を特別指定グローバルテロリストに指定した。2024年4月、彼の3人の息子と4人の孫がガザへの空爆で死亡した。

### ハマース幹部の殺害
2023年のハマスによるイスラエル攻撃を受けて、イスラエルはハマース幹部を標的とすることを表明した。2024年1月2日、ハマースの副指導者のサレハ・アル＝アルーリがベイルートへの空爆によって暗殺された。ハニーヤの暗殺はイスラエルがヒズボラ幹部のフアード・シュクルの暗殺を発表したわずか数時間後に報じられた。

## 暗殺
イスマーイール・ハニーヤの暗殺についての最初の報告はイスラム革命防衛隊によって行われ、革命防衛隊は彼の死亡状況について限定的な詳細を提供し、暗殺は7月31日早朝に行われ、暗殺の原因について調査中であることを示唆した。ハニーヤはマスウード・ペゼシュキヤーン大統領の就任式に出席するために暗殺前日からイランを訪問していた。ハマースによると、彼は自身の住居への「シオニスト」による空爆によって殺害されたが、イスラエルは即時のコメントを否定した。彼の護衛1人もこの空爆で殺害された。

## 反応

### ハマース
ハマースはハニーヤの死を悼むと表明し、「テヘランの住居へのシオニストの裏切りによる襲撃」で殺害されたと主張した。ハマース幹部のムーサー・ムハンマド・アブー・マルズークは、ハニーヤの暗殺は「無駄にならない卑怯な行為」と述べた。

### パレスチナ自治政府
マフムード・アッバース大統領は暗殺を非難し、「卑怯な行為であり事態を悪化させる」と述べた。また、パレスチナ市民に団結を呼びかけた。パレスチナ・イスラーム聖戦は声明を発表し、ハニーヤの死を「パレスチナ市民、アラブ・イスラム国家とともに悼む」と述べた。

### イラン
最高指導者のアリー・ハーメネイーは暗殺を受けて、イランの高官とともに緊急の国家安全保障最高評議会の会議を開催した。

### イスラエル
イスラエル国防軍はCNNに対して「海外メディアの報道には反応しない」と述べた 。同年12月23日になってイスラエル・カッツ国防相がようやくハニーヤの殺害に関与したことを認めた。

### 国際社会
アメリカ
ホワイトハウスの報道官はハニーヤの暗殺に関する報道を見たことを認めたが、直ちにコメントすることは否定した。ロイド・オースティン国防長官は中東での大規模な戦争は避けられないとは思わないと述べ、イスラエルが攻撃された場合にはアメリカが防衛に協力すると付け加えた 。
 イエメン（最高革命委員会）
フーシの最高革命委員会指導者のムハンマド・アリ・アル・フーシはこの攻撃を非難し、「凶悪なテロ犯罪で、法律と理想の価値観に対する甚だしい違反だ」と述べた。